# Episodi di Da Vinci's Inquest (sesta stagione)
La sesta stagione della serie televisiva Da Vinci's Inquest è stata trasmessa in anteprima in Canada dalla CBC Television tra il 23 novembre 2003 e il 4 aprile 2004.
| nº | Titolo originale                       | Titolo italiano | Prima TV Canada  | Prima TV Italia |
| -- | -------------------------------------- | --------------- | ---------------- | --------------- |
| 1  | Thanks for the Toaster Oven            | inedito         | 23 novembre 2003 | inedito         |
| 2  | Send in the Clowns                     | inedito         | 23 novembre 2003 | inedito         |
| 3  | Bury My Own Bones                      | inedito         | 30 novembre 2003 | inedito         |
| 4  | Iffy Areas Around the Edges            | inedito         | 7 dicembre 2003  | inedito         |
| 5  | Twenty Five Dollar Conversation        | inedito         | 14 dicembre 2003 | inedito         |
| 6  | Can Bend, But I Won't Break            | inedito         | 18 gennaio 2004  | inedito         |
| 7  | Out of the Bag and All Over the Street | inedito         | 25 gennaio 2004  | inedito         |
| 8  | The Squirrels Are of English Descent   | inedito         | 1º febbraio 2004 | inedito         |
| 9  | Jungle's Dark But Full of Diamonds     | inedito         | 8 febbraio 2004  | inedito         |
| 10 | There's a Story Goes Along with This   | inedito         | 22 febbraio 2004 | inedito         |
| 11 | Okay It's Official                     | inedito         | 21 marzo 2004    | inedito         |
| 12 | A Man When He's Down                   | inedito         | 4 aprile 2004    | inedito         |
| 13 | Seven Tentacles                        | inedito         | 4 aprile 2004    | inedito         |